# Bodroška županija
Bodroška županija (nje. Komitat Bodrog, mađ. Bodrog vármegye) je bila jedna od pograničnih županija Habsburške Monarhije odnosno srednjovjekovne županije Kraljevine Ugarske.

## Zemljopis
Nalazila se na području Bačke. Na jugu je na dvama mjestima izlazila na Dunav. Na zapadu, sjeverozapadu i sjeveru je graničila s Bačkom županijom te na istoku i na jugu s Vojnom krajinom.

## Povijest
Utemeljena je u 11. stoljeću i jedna je od najstarijih ugarskih županija. 
Prvi poznati župan se zvao Vid. Bio je županom i Bačke i Bodroške županije.
Nakon mohačke bitke 1526. područje dolazi pod državinu Ivana Nenada, a nakon toga pod tursku vlast i bilo je dijelom Segedinskog sandžaka. 
Nakon što je minula turska opasnost do te mjere da više nije prijetilo ponovno osvajanje ovog prostora od strane Turaka, a to je posebice bilo nakon Velikog bečkog rata i Karlovačkog mira, stvorili su se preduvjeti za za reorganizaciju.
Time su ti krajevi gubili na značaju. Kroz 18. st. je ova županija "umirala" i sve više postojala samo na papiru, no konačno ukinuće je tek uslijedilo u 19. stoljeću.
Kralje Karlo III. ju je pokušao oživiti 1712., imenovavši za župana Pavla Nádasdyja, a isto je pokušala Marija Terezija 1746. i 13 godina poslije.
Još 1729. su se Bačka i Bodroška županija sporile o granicama.
1802. je spojena s Bačkom županijom u Bačko-bodrošku županiju.

## Uprava
Sjedište ove županije se nalazilo u Bodrogu, a nakon što je oslobođena od Turaka se nalazilo u Baji. Jedno vrijeme se razmišljalo o tome da sjedište Bodroške županije bude u Novom Sadu.

## Vanjske poveznice
- (mađ.) Magyar Katolikus Lexikon Bodrog vármegye